# Hell Comes to Quahog
Hell Comes to Quahog («Переполох в Куахоге») — третья серия пятого сезона мультсериала «Гриффины». Премьерный показ состоялся 24 сентября 2006 года на канале FOX.

## Сюжет
Питер, Кливленд, Джо и Куагмир отдыхают в «Пьяной Устрице», когда Питера просят забрать Мег с катка. Питер с друзьями отправляется туда, и там настолько втягиваются в танцы на роликах, что забывают о Мег и оставляют её там. Промокшая под дождём девочка добирается домой самостоятельно, и заявляет, что ей нужен личный автомобиль.
Питер с Мег отправляются в автосалон, где Питер, несмотря на протесты дочери, покупает ей танк. Скоро Питер начинает использовать танк в своих целях, не давая его хозяйке, но потом уступает уговорам и обучает Мег искусству вождения военной техники. Во время пробной поездки они переезжают ноги Джо, и тот конфискует транспортное средство.
Мег решает найти себе работу, чтобы заработать денег и купить себе машину самой. Несмотря на возражения Брайана, девушка устраивается в «Американский Супер-Магазин» (Superstore USA) — супермаркет, недавно открытый в Куахоге. Вскоре все остальные магазины города разоряются из-за перебоев с электричеством: новый супермаркет потребляет всё больше и больше энергии. Кроме того, свою работу теряет Питер (при «Супер-Магазине» есть собственная пивоварня), и он присоединяется к манифестации против нового магазина. Питер врывается внутрь, чтобы вытащить оттуда покупателей, но очаровывается прохладным кондиционированным воздухом (в городе стоит жара, а кондиционеры не работают из-за отключений электроэнергии) и позволяет взять себя туда на работу.
Вскоре Мег становится помощником менеджера, а её начальник, мистер Пенисбург, заставляет её уволить своего отца за нарушение трудовой дисциплины (for slacking on his duties), но Мег решает, что для неё семья важнее работы, и увольняется сама.
Тем временем Брайан и Стьюи решают разрушить Супермагазин, для чего угоняют конфискованный танк Питера и въезжают на нём внутрь, круша всё на своём пути и разгоняя покупателей. Питер и Мег спасаются через эвакуационный выход. Магазин и мистер Пенисбург полностью уничтожены, электроснабжение Куахога восстановлено, и жизнь возвращается в прежнее русло.

## Создание
Автор сценария: Киркер Батлер
Режиссёр: Дэн Повенмайер
Приглашённые знаменитости: Тайс Грин

## Интересные факты